# Christoph Rinnert
Christoph Rinnert (* 1957 in Berlin) ist ein deutscher Komponist, Produzent und Musiker.

## Leben
Rinnert verlebte seine Kindheit und Jugend in der Türkei und studierte danach Islamwissenschaften und Vergleichende Musikwissenschaften an der Freien Universität Berlin. Nach Bandprojekten und Tourneen, begann seine Arbeit als Studiomusiker, Produzent und Komponist im Rahmen von Auftragskompositionen für Filme im Bereich Dokumentation und Fiction für Film und Fernsehen, sowie für Musikproduktionen. 1992 beteiligte er sich an der Entwicklung eines Score Formats für Daily-TV-Serien in Deutschland.
Die Nähe zur türkischen Kultur ist prägend für die Filmmusiken „Salz im Mokka“ – Dok. / Regie
Evelyn Schels, „Aylin“ – Dok. / Regie Evelyn Schels, „Tatar Ramazan“ Türkei.
Er wohnt und arbeitet in Berlin, ist Mitglied im Wertungsausschuss der GEMA, Kurator der GEMA Sozialkasse, Beiratsmitglied für den Bereich Musik der Künstlersozialkasse und Mitglied im Bundesvorstand des Composers Club (Berufsverband der Auftragskomponisten in Deutschland) in Hamburg.

## Filmografie (Auswahl)
- 1991–2011 Gute Zeiten, schlechte Zeiten, Serie
- 2000–2001 Großstadtträume, Serie
- 2003 Kismet, Regie: Jurij Neumann (Kino)
- 2004 Elements, Regie: Hartwig van der Neut (Greenpeace Trailer - Houston Silver Remi Award)
- 2005 Nano Now, Regie: Ilse Biberti (Doku)
- 2008 Hakim, Regie: Ismail Sahin (Kino)
- 2009 Salz im Mokka, Regie: Evelyn Schels (Doku, ARD)
- 2009 Bold Or Bald, Regie: Juliz Ritchi, USA (Kino)
- 2010 Wenn Bäume Puppen tragen, Regie: Ismail Sahin Fiction (Kino)
- 2010 Bedingungslos glücklich, Regie: Sabine Jainski (Doku, ARD/3-SAT)
- 2011 Aylin, Regie: Evelyn Schels (Doku, ARD)
- 2011 Last Commander Standin’, Musical
- 2012 Gladiators Of The Wild – Afrikas letzte Krieger (Doku, N24)
- 2012 Viva la Scusa, Regie: u. a. Jurij Neumann (Serie)
- 2013 Die Akte Pasolini, Regie: Andreas Pichler (ARTE)
- 2013 Georg Baselitz – ein deutscher Maler, Regie: Evelyn Schels (Kino)
- 2013 Ivan Steiger, Regie: Evelyn Schels (Dok, BR)
- 2013 Kommt ein Vogel geflogen, Regie: Ismail Sahin (Kino)
- 2013 Ein Hells Angels unter Brüdern, Regie: Marcel Wehn (Kino)
- 2013 Pola Kinski, Regie: Evelyn Schels (Dok, BR)
- 2013 Tatar Ramazan, Regie: Cevdet Mercan, TR (Serie)
- 2014 Wem gehört die Welt, Regie: Sabine Jainski (Doku, Arte + NDR)
- 2014 Christiane zu Salm, Regie: Evelyn Schels (Dok, BR)
- 2015 Janas Kirschblüten, Regie: Evelyn Schels (Dok, BR)
- 2016 Daniel Bühling - Der andere Weg zu Gott, Regie: Evelyn Schels (Dok, BR)
- 2016 Das Beste kommt noch,  Doku Serie ARTE Regie: Sabine Jainski
- 2016 Rola - Mein härtester Kampf, Regie: Evelyn Schels (Dok.BR)
- 2016 Von Beruf Engel, Regie: Evelyn Schels (Dok. BR)
- 2017 Glücklich, Regie:Jurij Neumann (Kino) Firefilm Award Berlinale 2017
- 2017 Zurück vom Terror, Regie: Evelyn Schels (Dok. BR)
- 2018 Verliebt, verlobt, verheiratet, Regie: Michael Schmidt/Andreas Korn (Dok. Serie / ARTE)
- 2018 Marianne Koch, Regie: Evelyn Schels (Dok. BR)
- 2018 Die Zirkuserbin, Regie Evelyn Schels (Dok. BR)
- 2019 Käpt'n Reisch, Regie Evelyn Schels  (Dok. BR)
- 2019 Body of Truth, Regie: Evelyn Schels (Dok. Kino)nominiert für den Deutschen Filmpreis 2021
- 2020 Meine Heimat Straubing, Regie: Evelyn Schels (Dok. BR)
- 2020 Dackelseppi, Regie: Evelyn Schels (Dok. BR)
- 2021 Georgia O'Keeffe - Une Artiste au Far West", Regie: Evelyn Schels (Les Films D'Ici / ARTE France)
- 2022 Asta Nielsen - Europas erste Filmikone, Regie: Sabine Jainski (Dok. ARTE)
- 2023 Peter Lorre - Derrière le masque du maudit,  Regie: Evelyn Schels (Les Films D'Ici / ARTE France)
- 2024 "Die Spreewaldklinik" Staffel 1, Serie, SAT.1

## Diskografie
- Diskografie auf der Homepage von Christoph Rinnert